# 핸드백 속의 이야기
"핸드백 속의 이야기"(The Story Inside The Handbag)는 한국에서 제작된 송영수 감독의 1991년 영화이다. 김재성 등이 주연으로 출연하였고 이장호 등이 제작에 참여하였다.
한편, 송영수 감독이 《늑대의 호기심이 비둘기를 훔쳤다》이후 해당 영화로 영화감독 활동을 재개했는데 논리적 비약이 있고 심리묘사가 얕은데다 치유방법이 상투적이어서 보통의 에로영화 이상을 넘지 못했다는 혹평을 받았다.

## 출연

### 주연
- 김재성 : 함준하 역
- 유연실 : 오예화 역
- 정은영 : 윤석영 역

### 조연
- 조선묵 : 임필호 역
- 김성겸 : 임 회장 역
- 양택조 : 지 사장 역
- 장정국 : 학생 과장 역
- 김도은 : 필호 정부 역
- 권일정 : 임 회장 부인 역
- 이해룡 : 석영 생부 역
- 정선우 : 석영 생모 역

## 기타
- 원작자: 최경식
- 제작부장: 김세창
- 촬영부: 이승인
- 촬영부: 성종무
- 촬영부: 한창준
- 촬영부: 이승민
- 촬영부: 주재권
- 조명: 김강일
- 조명부: 김일준
- 조명부: 고영광
- 조명부: 박종환
- 스틸: 윤진호
- 스틸: 권순미
- 조연출: 장화영
- 조연출: 오일환
- 조연출: 강병용
- 조연출: 송해성
- 조연출: 홍성배
- 스크립터: 이준호
- 녹음: 김경일
- 미술: 임근백
- 네가편집: 이도원
- 카피라이터: 장사현
- 코디네이터: 송혜림
- 코디네이터: 김선진
- 그래픽디자인: 양재천
- 해외촬영부문: 임영률
- 사운드편집: 경민호
- 현상: 세방현상소
- 효과: 양대호

1. ↑  “핸드백 속 이야기”. 중앙일보. 1991년 10월 16일. 2024년 4월 16일에 확인함.